# Quartet (album d'Ultravox)
Pour les articles homonymes, voir Quartette.
Albums de Ultravox
Rage in Eden
(1981) Monument
(1983)
Singles
1. Reap the Wild Wind
Sortie : 16 septembre 1982
2. Hymn
Sortie : 19 novembre 1982
3. Visions in Blue
Sortie : 11 mars 1983
4. We Came to Dance
Sortie : 18 avril 1983

Quartet est le sixième album d'Ultravox, sorti en 1982. Le groupe y fait appel au producteur des Beatles, George Martin. Comme ses prédécesseurs, il se classe dans le Top 10 au Royaume-Uni, atteignant la 6e place, tandis que les quatre singles qui en sont tirés entrent dans le Top 20. Sa 61e place dans le Billboard 200 constitue le meilleur résultat du groupe aux États-Unis.
Comme celle de Rage in Eden, la pochette est réalisée par Peter Saville.

## Titres
Toutes les chansons sont créditées aux quatre membres du groupe.

### Face 1
1. Reap the Wild Wind – 3:49
2. Serenade – 5:05
3. Mine for Life – 4:44
4. Hymn – 5:46

### Face 2
1. Visions in Blue – 4:38
2. When the Scream Subsides – 4:17
3. We Came to Dance – 4:14
4. Cut and Run – 4:18
5. The Song (We Go) – 3:56

## Musiciens
- Midge Ure : chant, guitare
- Billy Currie : violon, claviers
- Chris Cross : basse, synthétiseur, chœurs
- Warren Cann : batterie, chœurs